# Getüpfelte Kanareneidechse

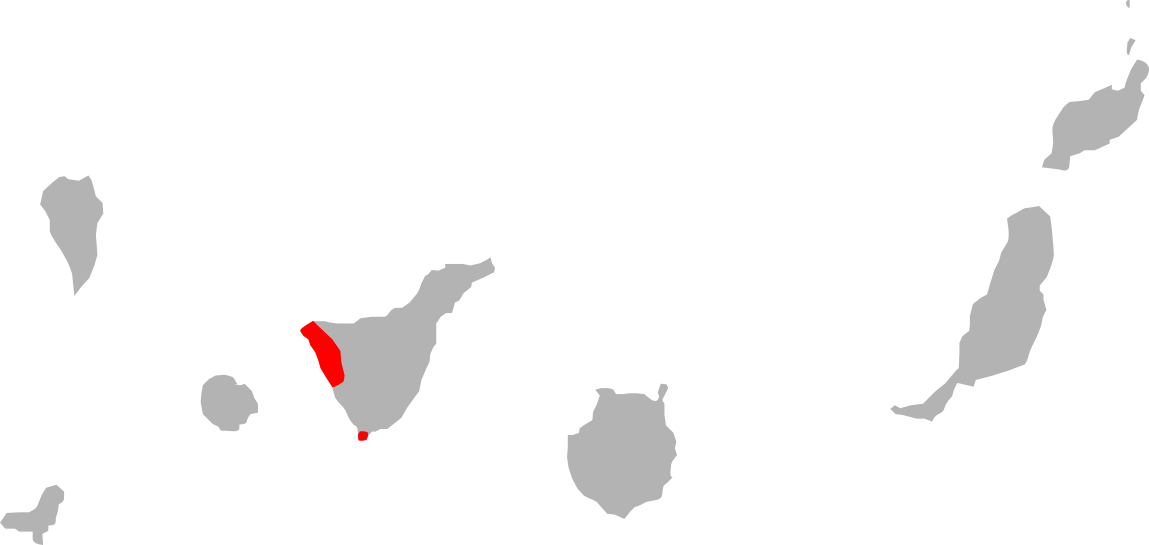
Das Verbreitungsgebiet der Art.

Die Getüpfelte Kanareneidechse (Gallotia intermedia), auch Teneriffa-Rieseneidechse genannt, ist eine Art der Kanareneidechsen und lebt endemisch auf der Kanarischen Insel Teneriffa.

## Merkmale
Eine mittelgroße Art der Gattung Gallotia mit einer maximalen Kopf-Rumpf-Länge von 15 cm. Der Habitus ist massiger als der von Gallotia galloti. Die Rückenschuppen sind glatt, an den Flanken sind sie gekielt. Der Hinterrand des Halsbandes (Schuppenreihe am Hinterrand der Kehle) ist glatt oder leicht gesägt. Die Färbung und Zeichnung der Oberseite variieren je nach Population, wobei bislang erst relativ wenige Tiere eingehender untersucht und dokumentiert sind.
Der Rücken erwachsener Männchen bei Los Gigantes an der Nordwestküste Teneriffas zeigt eine schwärzlich-braune Grundfarbe. Darauf findet sich ein dichtes Netzwerk kleiner gelber Punkte. Die oberen Flanken sind ebenfalls schwärzlich-braun mit helleren, unregelmäßigen grauen und braunen Flecken. Im Bereich der Vorder- und Hinterbeine finden sich zwei Reihen kleiner Augenflecken (Ocellen), die oberen sind blau, die unteren gelb gefärbt. Die Kehle ist grau, der Bauch gelblich-grau. Die Tiere bei La Hábiga, nur wenige Kilometer nördlich vom vorangegangenen Fundort entfernt, sind auf dem Rücken von einheitlich dunkler Grundfarbe mit einem blass grauen Netzwerk. Den Flanken fehlen die unregelmäßigen grauen und braunen Flecken. Ebenso fehlen gelbe und blaue Ocellen im Bereich der Beine. Die Tiere im Raum Guaza im Südwesten der Insel sind von der Grundfarbe her heller, ein blass braunes Netzwerk tritt deutlich hervor, und die zahlreichen hellen Flecken zwischen dem Netzwerk erscheinen bläulich-grau.
Die erwachsenen Weibchen von Los Gigantes sehen den Männchen ähnlich, haben aber an der Grenze vom Rücken zu den Flanken eine Reihe blauer Augenflecken. Diese fehlen den Männchen oder sind stark reduziert. Die Jungtiere sind oberseits bräunlich-grau mit deutlich abgesetzten gelben Flecken. An den Flanken finden sich blaue Augenflecken.

## Verwechslungsarten
Die Art kommt regelmäßig zusammen mit der Kanareneidechse Gallotia galloti vor. Diese ist schlanker und mit einer weniger robusten Erscheinung. Die Köpfe der Männchen sind außerdem schwarz und an den vorderen Flanken befinden sich große blaue Flecken. Der Rücken ist einheitlich dunkel, ohne das Netzwerk kleiner gelber Flecken oder das hellbraun-graue Netzwerk.

## Verbreitung
Die Art lebt nur noch an zwei verschiedenen Orten auf Teneriffa, zum einen im Teno-Gebirge im Nordwesten, zum anderen im Raum Guaza im Südwesten. Das Verbreitungsareal ist insgesamt sehr klein.

## Lebensraum
Von nahezu Meeresspiegelhöhe bis zumindest etwa 430 m über NN. Im Teno-Gebirge kommt die Art auf horizontalen Vorsprüngen an steilen Felswänden und offenbar vor allem an der Küste vor. Die steinigen Lebensräume sind dort vegetationsarm, in einigen Fällen sogar vegetationsfrei. Es sind ausgesprochen extreme Lebensräume, die den Eindruck letzter Rückzugsgebiete erzeugen. Dagegen erscheinen die Lebensräume bei Guaza als deutlich weniger extrem. Hier leben die Tiere an seichten Hängen und auf dem Plateau des ehemaligen Vulkans Mesas de Guaza. Die Pflanzendecke ist hier stärker entwickelt.

## Lebensweise
Das Freileben der Art ist nahezu unbekannt. Mit den meist im selben Lebensraum vorkommenden und auch häufigeren Kanareneidechsen vertragen sich die Tiere offensichtlich gut.

## Gefährdung
Die IUCN listet die Art als vom Aussterben bedroht (critically endangered) mit einem steigenden Populationstrend. Aufgrund subfossiler Knochenreste kann angenommen werden, dass die Art ursprünglich den größten Teil der Insel Teneriffa besiedelte, bevor räuberische Haustiere eingeschleppt wurden. Die heutigen Vorkommen sind isolierte Reliktpopulationen, die stark gefährdet sind. Der Bestand im Teno-Gebirge wird auf maximal 400 Tiere geschätzt, der bei Guaza auf etwa 1000. Der letztgenannte, bedeutsame Bestand ist durch den voranschreitenden Gesteinsabbau im Bereich des ehemaligen Vulkans gefährdet, außerdem dürften Hauskatzen den Tieren zusetzen.